# Rangenbergle
Das Rangenbergle, im Volksmund auch Hexenbergle, ist ein 588,9 m ü. NHN hoher Berg nahe der Gemeinde Eningen unter Achalm und gehört zur Schwäbischen Alb. 
Als es vor 17 bis 16 Millionen Jahren im heutigen Vorland der Schwäbischen Alb zu Plattenverschiebungen kam, entstand zusammen mit dem Schwäbischen Vulkan der Rangenberg. Dabei drang Magma an die Erdoberfläche und erstarrte langsam zu Basalttuff. Später wurde dieser vulkanische Kegel durch Erosion freigelegt.
Durch den vulkanischen Boden ist das Gebiet um den Rangenberg sehr fruchtbar, daher wurde dieser schon im 16. Jahrhundert für den Weinanbau genutzt. Die Hänge des Berges werden heute hauptsächlich für landwirtschaftliche Zwecke genutzt.